# Látky vzbuzující mimořádné obavy
Látky vzbuzující mimořádné obavy (anglicky substances of very high concern, odtud zkratka SVHC) je kategorie nebezpečných chemických látek definovaná evropskou směrnicí o registraci, evaluaci a autorizaci chemických látek (REACH).

## Kritéria
Mezi látky vzbuzující mimořádné obavy mohou být zařazeny chemikálie, které jsou:
- karcinogenní, mutagenní nebo toxické pro reprodukci (CMR) klasifikované v kategorii 1 nebo 2
- perzistentní, bioakumulativní a toxické (PBT) nebo vysoce perzistentní a vysoce bioakumulativní (vPvB) podle kritérií přílohy XIII nařízení REACH nebo
- identifikované na základě vědeckých poznatků jako látky, které mají vážné účinky na člověka nebo životní prostředí na stejné úrovni obav, jako látky uvedené výše, např. látky narušující endokrinní činnost

## Seznam
Po aktualizaci provedení počátkem července 2021 obsahuje seznam látek vzbuzující mimořádné obavy 219 chemikálií. Prvních 15 látek bylo na seznam zařazeno v říjnu 2008 a dalších 14 v lednu 2010. 30. března byl na seznam zařazen akrylamid. Další rozšíření proběhlo v červnu 2011, přidáním dalších 7 látek.. Po rozšíření v červnu 2015 o 2 látky již seznam zahrnoval 163 chemických látek., po rozšíření v lednu 2017 zahrnuje seznam 173 látek. Zatím k poslednímu rozšíření seznamu došlo 8. července 2021..
Zde je prvních 37 látek zařazených do seznamu:
| ×  | Název                                                     | EC(CAS No)            | Priorita |
| -- | --------------------------------------------------------- | --------------------- | -------- |
| 1  | 2,4-dinitrotoluen                                         | 204-450-0             |          |
| 2  | 4,4'-diaminodifenylmethan (MDA)                           | 202-974-4             | ANO      |
| 3  | syntetické xylenové pižmo                                 | 201-329-4             | ANO      |
| 4  | chlorované parafíny s krátkým řetězcem                    | 287-476-5             | ANO      |
| 5  | aluminosilikátová keramická vlákna                        | -                     |          |
| 6  | Antracen                                                  | 204-371-1             |          |
| 7  | antracenový olej                                          | 292-602-7             |          |
| 8  | antracenový olej, antracenová pasta                       | 292-603-2             |          |
| 9  | antracenový olej, antracenová pasta, antracenová frakce   | 295-275-9             |          |
| 10 | antracenový olej, antracenová pasta                       | 295-278-5             |          |
| 11 | antracenový olej                                          | 292-604-8             |          |
| 12 | Butyl-benzyl-ftalát                                       | 201-622-7             | ANO      |
| 13 | Bis(2-ethylhexyl)-ftalát                                  | 204-211-0             | ANO      |
| 14 | bis(tributylcín)oxid                                      | 200-268-0             |          |
| 15 | chlorid kobaltnatý                                        | 231-589-4             |          |
| 16 | oxid arseničný                                            | 215-116-9             |          |
| 17 | Oxid arsenitý                                             | 215-481-4             |          |
| 18 | Dibutyl ftalát                                            | 201-557-4             | ANO      |
| 19 | Diisobutyl-ftalát                                         | 201-553-2             |          |
| 20 | Hexabromcyklododekan                                      | 247-148-4 a 221-695-9 | ANO      |
| 21 | chroman olovnatý                                          | 231-846-0             |          |
| 22 | chroman-molybdenan-síran olovnatý (pigmentová červeň 104) | 235-759-9             |          |
| 23 | Hydrogenarseničnan olovnatý                               | 232-064-2             |          |
| 24 | sulfochroman olovnatý (pigmentová žluť 34)                | 215-693-7             |          |
| 25 | dehtová smola (černouhelný dehet)                         | 266-028-2             |          |
| 26 | dichroman sodný                                           | 234-190-3             |          |
| 27 | triethylarsenát                                           | 427-700-2             |          |
| 28 | tris(2-chlorethyl)-fosfát                                 | 204-118-5             |          |
| 29 | zirkonio-hlinito-křemičitanová žáruvzdorná vlákna         | -                     |          |
| 30 | 2-ethoxyethyl-acetát                                      | -                     |          |
| 31 | hydrazin                                                  | 206-114-9             |          |
| 32 | 1-methyl-2-pyrrolidon (NMP)                               | -                     |          |
| 33 | 1,2,3-trichloropropan                                     | -                     |          |
| 34 | chroman strontnatý                                        | -                     |          |
| 35 | 1,2-benzendikarboxylová kyselina a její estery (DHNUP)    | -                     |          |
| 36 | 1,2-benzendikarboxylová kyselina (DIHP)                   | -                     |          |
| 37 | akrylamid                                                 | 201-173-7             |          |

## Další postup
Zařazení látek na seznam je prvním krokem v procesu autorizace podle směrnice REACH, Evropská agentura pro chemické látky bude hodnotit zdravotní a ekologická rizika každé látky a prověří, zde je možné ji nahradit bezpečnější. Výsledkem procesu bude autorizace, které může být zachování stávajícího použití, jeho omezení nebo dokonce úplný zákaz výroby a dovozu do Evropské unie.